# Usagi Yojimbo

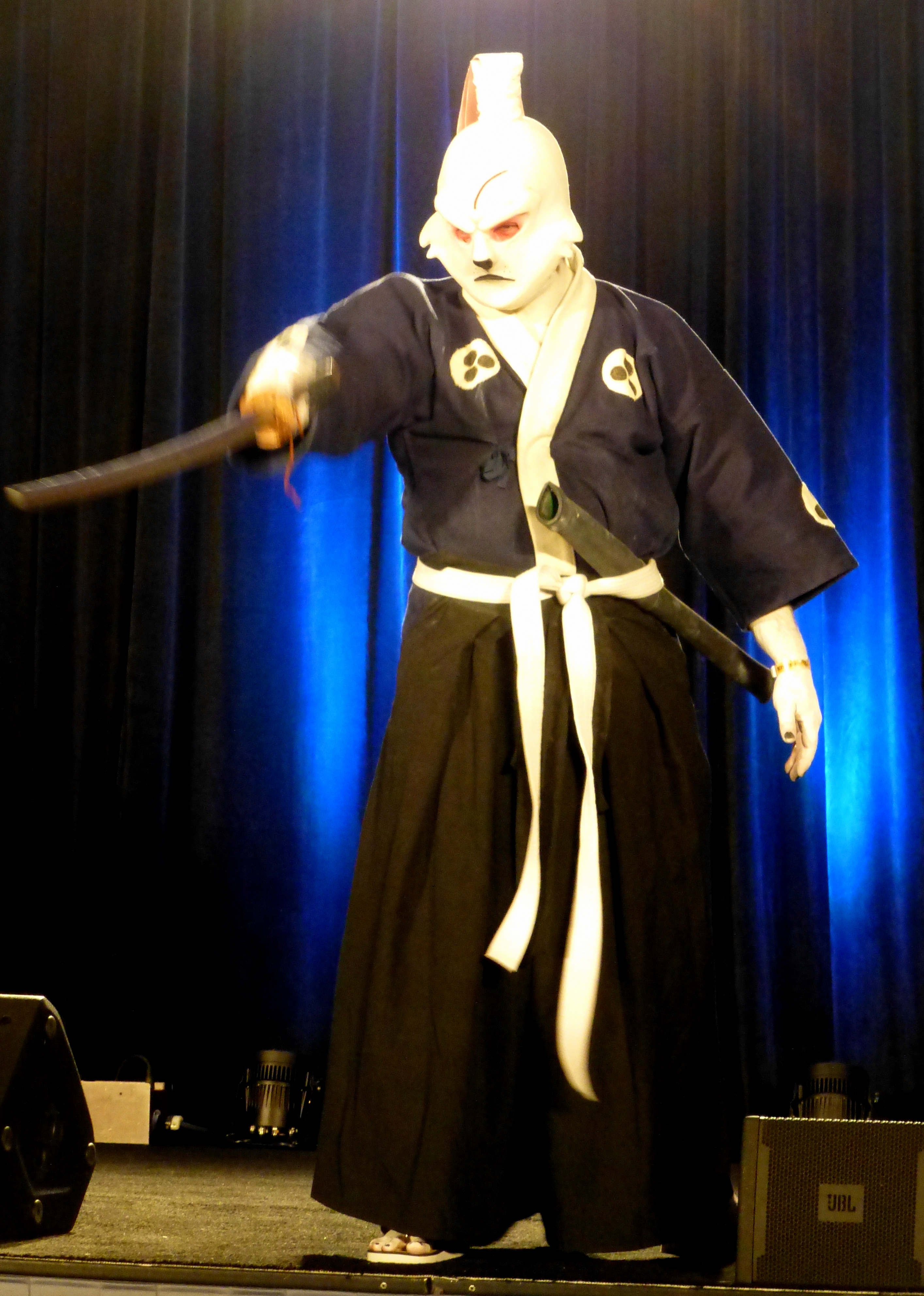
Cosplay Usagi Yojimbo

Usagi Yojimbo (jap. 兎用心棒 Usagi Yōjinbō; dosł. „Królik Przyboczny”) – amerykańska seria komiksowa autorstwa Stana Sakai, ukazująca się od 1987 nakładem różnych wydawnictw.

## Fabuła
Akcja serii rozgrywa się w Japonii na początku XVII w. w okresie Edo. Jego bohaterami są antropomorficzne zwierzęta, spośród głównym jest Miyamoto Usagi, królik-rōnin, przemierzający kraj jako shugyōsha – pielgrzymujący wojownik, i oferujący swoje usługi jako ochroniarz. Tomy zawierają krótkie historie, przy czym szersze wątki rozłożone są na wiele części.

## Inspiracje i nawiązania
Seria nawiązuje do japońskiej kultury, tradycji i mitów. Architektura, stroje, przedmioty wiernie oddają rzeczywistość siedemnastowiecznej Japonii. Postać Miyamoto Usagiego zainspirowana była osobą mistrza miecza, Musashiego Miyamoto, natomiast styl i atmosfera komiksu odwołują się do filmów Akiry Kurosawy i serii komiksowych Samotny wilk i szczenię i Groo the Wanderer.

## Wydania
Seria ukazuje się nieregularnie w formie zeszytów w kilkutygodniowych lub kilkumiesięcznych odstępach. Zeszyty zbierane są następnie w tomy zbiorcze. Wydawcami oryginału amerykańskiego są: Fantagraphic Books (tomy 1–7), Dark Horse Comics (tomy 8–33) i IDW Publishing (od tomu 34.). Polskimi wydawcami serii są: Mandragora (tomy 1–7) i Egmont Polska (od tomu 8. oraz wznowienia wcześniejszych tomów). W 2020 roku Egmont wydał wznowienie tomów w formie zbiorczej, zaczynając od tomu Usagi Yojimbo: Początek, gdzie na pierwszy tom składały się nr 1 - 4. 

## Spis tomów

### Główna seria
| Nr | Tytuł i rok pierwszego wydania polskiego            | Tytuł i rok wydania oryginalnego                |
| -- | --------------------------------------------------- | ----------------------------------------------- |
| 1  | Ronin (2003)                                        | The Ronin (1987)                                |
| 2  | Samuraj (2004)                                      | Samurai (1989)                                  |
| 3  | Droga wędrowca (2004)                               | The Wanderer's Road (1989)                      |
| 4  | Spisek ryczącego smoka (2004)                       | The Dragon Bellow Conspiracy (1990)             |
| 5  | Samotny cap i koźlę (2005)                          | Lone Goat and Kid (1992)                        |
| 6  | Kręgi (2005)                                        | Circles (1994)                                  |
| 7  | Gen (2005)                                          | Gen's Story (1996)                              |
| 8  | Cienie śmierci (2002)                               | Shades of Death (1997)                          |
| 9  | Daisho (2002)                                       | Daisho (1998)                                   |
| 10 | Pomiędzy życiem a śmiercią (2002)                   | The Brink of Life and Death (1998)              |
| 11 | Pory roku (2003)                                    | Seasons (1999)                                  |
| 12 | Ostrze bogów (2003)                                 | Grasscutter (1999)                              |
| 13 | Szare cienie (2003)                                 | Grey Shadows (2000)                             |
| 14 | Maska demona (2004)                                 | Demon Mask (2001)                               |
| 15 | Ostrze bogów II. Wędrówka do świątyni Atsuta (2004) | Grasscutter II: Journey to Atsuta Shrine (2002) |
| 16 | Bezksiężycowa noc (2004)                            | The Shrouded Moon (2003)                        |
| 17 | Pojedynek przy świątyni Kitanoji (2004)             | Duel at Kitanoji (2003)                         |
| 18 | Wędrówki z Jotaro (2005)                            | Travels with Jotaro (2004)                      |
| 19 | Ojcowie i synowie (2006)                            | Fathers And Sons (2005)                         |
| 20 | Spotkania ze śmiercią (2007)                        | Glimpses of Death (2006)                        |
| 21 | Matka gór (2008)                                    | The Mother of Mountains (2007)                  |
| 22 | Opowieść Tomoe (2009)                               | Tomoe's Story (2008)                            |
| 23 | Most łez (2009)                                     | Bridge of Tears (2009)                          |
| 24 | Powrót czarnej duszy (2011)                         | Return of the Dark Soul (2010)                  |
| 25 | Polowanie na lisa (2012)                            | Fox Hunt (2011)                                 |
| 26 | Zdrajcy ziemi (2013)                                | Traitors of the Earth (2012)                    |
| 27 | Miasto zwane piekłem (2014)                         | A Town Called Hell (2013)                       |
| 28 | Czerwony Skorpion (2014)                            | Red Scorpion (2014)                             |
| 29 | Dwieście posążków Jizo (2016)                       | Two-Hundred Jizo (2015)                         |
| 30 | Złodzieje i szpiedzy (2016)                         | Thieves and Spies (2016)                        |
| 31 | Piekielne malowidło (2017)                          | Hell Screen (2017)                              |
| 32 | Tajemnice (2018)                                    | Mysteries (2018)                                |
| 33 | Ukryci (2019)                                       | The Hidden (2019)                               |
| 34 | Bunraku i inne opowieści (2021)                     | Bunraku and Other Stories (2020)                |
| 35 | Powrót (2022)                                       | Homecoming (2021)                               |
| 36 | Wojna Tengu! (2023)                                 | Tengu War! (2022)                               |
| 37 | Rozdroża (2025)                                     | Crossroads (2022)                               |
| 38 |                                                     | The Green Dragon (2023)                         |
| 39 |                                                     | Ice and Snow (2024)                             |
| 40 |                                                     | The Crow (2025)                                 |
| 41 |                                                     | Ten Thousand Plums ((Nov 2025)                  |

### Tomy spoza głównej linii fabularnej
| Nr | Tytuł i rok wydania polskiego          | Tytuł i rok wydania oryginalnego                 |
| -- | -------------------------------------- | ------------------------------------------------ |
| 1  | Usagi w kosmosie (2005)                | Space Usagi (1998)                               |
| 2  | Yokai (2010)                           | Yokai (2009)                                     |
| 3  | Senso (2015)                           | Senso (2015)                                     |
| 4  | Chibi Usagi: Atak Heebie Chibie (2022) | Chibi Usagi: Attack of the Heebie Chibies (2021) |